# José María de Pereda
José María de Pereda y Sánchez de Porrúa (Polanco, Cantàbria, 6 de febrer de 1833 - Santander, Cantàbria, 1 de març de 1906) fou un novel·lista espanyol.

## Biografia
Els seus pares eren Juan Francisco de Pereda i Bárbara Josefa Sánchez de Porrúa, naturals de Polanco i de Comillas, respectivament. José María de Pereda va passar els primers anys al seu poble natal i als 11 anys es va traslladar a Santander. Va estudiar a l'institut de Santander. El 1852 es va traslladar a Madrid amb la intenció d'estudiar a l'Acadèmia d'Artilleria de Segòvia, però no va acabar els estudis. Durant la revolució de 1854 –coneguda com la Vicalvarada– va estar a punt de morir en un tiroteig.
Tornà a Santander i el 1857, en aparèixer el diari La Abeja Montañesa, hi aparegueren articles costumistes seus. Es dedicà a escriure obres de teatre sense gaire èxit. El 1864 va aparèixer la seva primera obra notable: Escenas montañesas.
El 1871 es presentà a les eleccions com a diputat del partit carlista i en va sortir escollit.
El suïcidi el 1893 del seu primer fill, Juan Manuel, el va trasbalsar. El 1897 va llegir el seu discurs d'entrada a la Reial Acadèmia Espanyola de la Llengua. Va ser un dels escriptors més llegits de la Restauració espanyola.

## Obres
- :Al primer vuelo. Il·lustracions d'Apel·les Mestres, Barcelona, Imp. Henrich y Cía. en Comandita, 1891, 2 vols.
- Baños del sardinero. Il·lustracions de Pedrero, Santander, Tantín, 1995.
- Blasones y talegas, Madrid, Imp. Biblioteca Patria, 189- ?
- Buena gloria. Dibuixos de Andy, Santander, Gobierno de Cantabria, Secretaría General, Servicio de Publicaciones, 1984.
- El buey suelto Cuadros edificantes de la vida de un solterón, por J. M. de Pereda, Madrid, Imprenta y Fundición de Manuel Tello, 1878.
- De tal palo, tal astilla, Madrid, Imp. y Fundición de Manuel Tello, 1880.
- Don Gonzalo González de la Gonzalera, Madrid, Suárez, 1878.
- Un joven distinguido y otros tipos trashumantes. Selecció y próleg de Carmen Bravo-Villasante, Madrid, Montena, 1988, (El carnaval de las letras, 9).
- Leva y otros cuentos. Prólogo y notas de Laureano Bonet, Madrid, Alianza Editorial, 1970,
- La Montálvez, Madrid, Imprenta y Fund. de Tello, 1888.
- Nubes de estío, Madrid, Imprenta y Fundición de Manuel Tello, 1891, (Obras completas de José María de Pereda, 14).
- Pedro Sánchez, Madrid, Imprenta y Fundición de M. Tello, 1883.
- Pachín González, Madrid, Viuda e Hijos de Tello, 1896.
- Peñas arriba, Madrid, Tip. Viuda e Hijos de Tello, 1895.
- Para ser un buen arriero, Madrid, Rodríguez Serra, 1900, (Biblioteca Mignon, 11).
- La puchera, Madrid,, Imprenta y Fundición de Manuel Tello, 1889, (Obras completas de José María de Pereda, 11).
- El sabor de la tierruca. Copias del natural. Ilustraciones de Apeles Mestres. Grabados de C. Verdaguer, Barcelona, Biblioteca Artes y Letras, 1882.
- Sotileza, Madrid, Imp. y Fundición de Manuel Tello, 1885.
- Sotileza. Edición, notas y apéndice por José Simón Cabarga. Santander, Institución Cultural de Cantabria, 1977.
- Obras Completas Prólogo de Marcelino Menéndez y Pelayo, Madrid, Tipografía de la Viuda e Hijos de M. Tello, 1884-1906,17 vols. I. Los hombres de pro.- II. El buey suelto.-III. Don Gonzalo González de la Gonzalera- IV. De tal palo, tal astilla.- V. Escenas montañesas

VI. Tipos y paisajes.- VII. Esbozos rasguños.- VIII.- Bocetos al temple. Tipos trashumantes.- IX. Sotileza.-X. El sabor de la tierruca.-XI. La puchera- XII. La Montálvez- XIII. Pedro Sánchez.- XIV. Nubes de estío.- XV. Peñas arriba.- XVI. A primer vuelo.- XVII. Pachín González; De Patricio Rigüelta; Agosto; El óbolo de un pobre; Cutres; Por lo que valga; El reo de P...; La lima de los deseos; Va de cuento; Esbozo; De mis recuerdos; Homenaje a Menéndez y Pelayo.
- Obras Completas Edició dirigida per Anthony H. Clarke y José Manuel González Herrán, Santander, Ediciones Tantín, 1989-2001. I. Escenas montañesas, Tipos y paisajes. Edición, introducción y notas de Salvador García Castañeda, 1989.- II. Tipos trashumantes. Esbozos y rasguños. Edición, introducción y notas de Salvador García Castañeda, 1989.- III, Bocetos al temple. Edición de José Manuel González Herrán. introducción y notas de Noel M. Valis.- El buey suelto. Edición de Anthony H. Clarke. Introducción y notas de Maurice Hemingway, 1990. IV. Don Gonzalo González de la Gonzalera. Introducción y notas de Enrique Miralles. De tal palo, tal astilla. Introducción y notas de Eamonn Rodgers, 1991.- V. El sabor de la tierruca. Edición, introducción y notas de Anthony H. Clarke. Pedro Sánchez. Edición de José Manuel González Herrán. Introducción y notas de Francisco Pérez Gutiérrez, 1992.- VI. Sotileza. Edición de Anthony H. Clarke. Introducción y notas de Francisco Caudet. La Montálvez Edición de José Manuel González Herrán. Introducción y notas de Laureano Bonet, 1996.- VII. La puchera; Nubes de estío / edición de Anthony H. Clarke; introducción y notas de Demetrio Estébanez Calderón. - VIII. A primer vuelo. Edición y notas de A. H. Clarke. Peñas arriba. Edición de A. H. Clarke, introducción y notas de J. M. López de Abiada.